# Josefínský katastr
Josefínský (josefský) katastr byl katastrální operát, který začal vznikat na základě nejvyššího patentu císaře Josefa II. ze dne 20. dubna 1785. Prováděcím předpis k témuž jsou Základní pravidla , jenž při vkládání berně na domy wsseobecně pozorowaná býti magj vydaná 1. září 1788. Katastr navazoval na tereziánské katastry, ale přinášel řadu novot, především přesné vyměřování. K jeho vyměření došlo v krátkém čase, přičemž do praxe byl zaveden již roku 1789. Vzhledem k tomu, že při vyměřování nebylo děláno rozdílu mezi panskou a poddanskou půdou, po celou dobu proti katastru protestovala především šlechta, což po náhlé Josefově smrti přinutilo nástupce Leopolda II. roku 1791 katastr odvolat.
Při vyměřování bylo ovšem nalezeno 60 % půdy, které předchozí katastry vůbec neznaly, takže návrat k předchozímu stavu nebyl udržitelný. Proto byl následujícího roku 1792 vyhlášen kompromisní katastr nazývaný tereziánsko-josefský. Tento stav trval do roku 1860, kdy byl vyhlášen stabilní katastr.

## Základní charakteristika
Josefínský katastr byl založený na výsledcích skutečného, i když velmi hrubého, měření, a nikoliv pouze na základě daňových přiznání, současně byl prvním pozemkovým katastrem, základní jednotkou pro odhad výnosu byl pozemek (jehož výměra byla v terénu skutečně změřena), který nahradil do té doby základní daňovou jednotku – usedlost, jako první ze soupisů majetku zahrnoval jak dominikální, tak rustikální pozemky
Katastr byl vyhotoven pro jednotlivé berní obce. Nejprve byly určeny hranice těchto katastrálních obcí (včetně protokolu o průběhu hranic), plocha každé obce se rozdělila na tzv. pozemkové tratě a hony (menší celky ohraničené cestami, potoky atd.). Pozemky, označené tzv. topografickým číslem (Numerus topographicus), se zařazovaly do čtyř druhů: role, louky, vinice a lesy. Z nich se následně vypočítával hrubý výnos. Do měření tedy nebyly zahrnuty zemědělsky neobhospodařované plochy: neplodná půda, cesty, silnice či vodní toky a plochy apod.

### Způsoby vyměřování pozemků
- Výměru pozemků menšího rozsahu a pravidelnějšího tvaru měřili sedláci řetězcem nebo provazcem (měření „skrze sedláky“) pod vedením vrchnosti nebo podle instrukcí inženýra. Tyto pozemky se nezobrazovaly, avšak jejich rozměry se zapsaly do tzv. fase.
- Výměru rozsáhlejších a nepravidelných pozemků (zejména lesů či větších pozemků ve svahu) zaměřil přísežný inženýr většinou měřickým stolem (měření „skrze zeměměřiče“) a zobrazil je.

Domy byly sepsány, označeny domovním číslem (které přejaly následující katastrální operáty), ale nezaměřovaly se.

## Obsah operátu
Operát obsahoval:
- polní náčrty (brouillony), na kterých byly zaměřeny a zobrazeny samostatně jednotlivé pozemkové tratě
- knihy fasí (přiznání), které obsahovaly popis polohy a název pozemkové tratě, soupis pozemků rozlišených topografickým číslem pozemků, jména majitelů a výměry pozemků
- pozemkové topografické archy (fasní archy)
- úhrnné sestavy plošné výměry kultur a kontrolovaného ročního výtěžku

Měření bylo dobře zorganizováno (výsledky se zapisovaly do připravených tiskopisů), probíhalo velmi rychle a bylo dokončeno během čtyř let, takže už 1. listopadu 1789 vstoupil operát josefínského katastru v platnost.
Primitivní a ukvapené měření bez geometrických základů však nemohlo zajistit spolehlivé výsledky, což se ukázalo roku 1792 při snaze sestavit z náčrtů souvislou mapu celé říše, neboť z jednotlivých polních tratí nebylo často možno sestavit ani mapu obce.
Protože tento katastr jako první již nerozlišoval půdu poddaných a šlechty, byl na nátlak šlechty po smrti Josefa II. v roce 1792 částečně zrušen a daně šlechty se opět vybíraly podle předchozího tereziánského katastru. Tato úprava se pak nazývala katastrem tereziánsko-josefínským, který byl podkladem pro vznik zemských desk, zakládaných nebo upravovaných podle patentů z roku 1794 o deskách zemských. Platil až do roku 1851, respektive 1860, kdy byl nahrazen na Moravě a v Čechách stabilním katastrem.